# Angelika Baumgart-Frey
Angelika Baumgart-Frey (auch: Angelika Baumgart und Angelika Frey)  ist eine deutsche Schauspielerin.

## Leben
Ihre erste Rolle hatte Baumgart-Frey in dem Film The Secret Lives of Love Starved Housewives.

## Filmografie
- 1970: Oswalt Kolle: Dein Mann, das unbekannte Wesen (Dokumentarfilm mit Volker Frey)
- 1970: Psychologie des Orgasmus (mit Volker Baumgart)
- 1970: Das kann doch unsren Willi nicht erschüttern
- 1971: Hausfrauen-Report
- 1971: Ehemänner-Report
- 1971: Der neue Hausfrauen-Report (Hausfrauen-Report II)
- 1972: Hausfrauen-Report 3
- 1973: Hausfrauen-Report international
- 1973: Hausfrauen 6 – Warum gehen Frauen fremd